# Billy Magnussen
William Gregory Magnussen  (Nova Iorque, 20 de abril de 1985) é um ator americano. Ele apareceu nos filmes Into the Woods (2014), Bridge of Spies (2015), Birth of the Dragon (2016), Game Night (2018) e Aladdin (2019), e teve papéis coadjuvantes na televisão em Get Shorty (2017) e Maniac (2018). Em 2021, Magnussen estrelou a série de ficção científica Made for Love na HBO Max e apareceu nos filmes The Many Saints of Newark e No Time to Die.
Ele estrelou produções teatrais da Broadway e off-Broadway, incluindo Vanya e Sonia e Masha e Spike, de 2013, pelo qual recebeu uma indicação ao Tony Award de Melhor Ator Coadjuvante em uma Peça.

## Biografia
Magnussen nasceu em Woodhaven, Queens, Nova Iorque, filho de Daina e Greg Magnussen. Ele tem dois irmãos mais novos. Seus avós maternos eram imigrantes lituanos. Ele é descendente de noruegueses e lituanos. Aos 10 anos de idade, ele se mudou com sua família para Cumming, Geórgia. Magnussen se formou na South Forsyth High School em 2003 e, mais tarde, na Escola de Artes da Universidade da Carolina do Norte.

## Carreira
Billy fez sua estreia nos palcos da Broadway em 2007 em The Ritz, estrelado por Rosie Perez. Em 2012, ele foi escalado ao lado de David Hyde Pierce e Sigourney Weaver em Vanya e Sonia e Masha e Spike, de Christopher Durang, que estreou no McCarter Theatre em Princeton, Nova Jersey, antes de sua mudança para o Lincoln Center na cidade de Nova York. Depois, foi transferido para o John Golden Theatre, onde foi indicado a seis prêmios Tony. Magnussen foi indicado ao Tony Award de Melhor Ator Coadjuvante em Peça por seu papel como Spike. Em 2014, ele estrelou off-Broadway com Anna Gunn em uma produção aclamada pela crítica de Sex with Strangers, dirigida por David Schwimmer no Second Stage Theatre.
Magnussen apareceu nos filmes Blood Night: The Legend of Mary Hatchet e Happy Tears, estrelados por Demi Moore e Parker Posey . Ele estrelou como Claude no filme Twelve, que foi lançado em 30 de julho de 2010. Ele interpretou Neil Thomas no filme The Lost Valentine, de 2011, baseado no livro de mesmo nome de James Michael Pratt, que foi ao ar na CBS em 30 de janeiro de 2011. No mesmo ano, ele também interpretou Thor em Damsels in Distress, de Whit Stillman . Em 2012, estrelou o longa independente Surviving Family.
Magnussen estrelou seu papel de destaque como o Príncipe de Rapunzel no filme de Rob Marshall de 2014, Into the Woods. Em 2016, o ator apareceu em The Great Gilly Hopkins, ao lado de Kathy Bates. O papel foi escrito originalmente para uma mulher no romance e na peça teatral. Em 2019, Magnussen desempenhou o papel recém-criado do Príncipe Anders na adaptação live action de Aladdin da Disney, dirigida por Guy Ritchie. Ele retornará à Disney em 2025, interpretando Pleakley em Lilo e Stitch.
No 25º filme de James Bond, 007 - Sem Tempo para Morrer (da Eon Productions), Magnussen interpreta o oficial da CIA Logan Ash.
Magnussen interpretou Kato Kaelin na primeira temporada de American Crime Story, sobre o julgamento de assassinato de O.J. Simpson. Ele é conhecido por seu papel na novela da CBS As the World Turns, como Casey Hughes em 2008. Ele foi ator convidado na série The Beautiful Life: TBL da CW em 2009. Ele fez uma participação especial em Boardwalk Empire como Roger McAlister.
Ele também participou como ator convidado em Law & Order: Criminal Intent, no episódio "Icarus" da 10ª temporada, e em Law & Order, no episódio "Sweetie" da 19ª temporada. Magnussen também apareceu em na série televisiva The Divide, fez uma participação especial em NCIS: Los Angeles no episódio 3 da 2ª temporada, intitulado "Borderline", e no episódio 6 da primeira temporada de The Leftovers. Em 2017, Magnussen interpretou o papel de Russ Snyder em Unbreakable Kimmy Schmidt.

## Filmografia

### Filme
| Ano  | Titulo                                  | Papel                   | Notas  |
| ---- | --------------------------------------- | ----------------------- | ------ |
| 2009 | Happy Tears                             | Ray                     |        |
| 2009 | Blood Night: The Legend of Mary Hatchet | Eric                    |        |
| 2010 | Twelve                                  | Claude Kenton           |        |
| 2011 | Choose                                  | Paul                    |        |
| 2011 | Damsels in Distress                     | Thor                    |        |
| 2012 | Surviving Family                        | Alex D'Amico            |        |
| 2012 | The Brass Teapot                        | Arnie                   |        |
| 2012 | 2nd Serve                               | Lingo                   |        |
| 2013 | The East                                | Porty McCabe            |        |
| 2014 | Revenge of the Green Dragons            | Detective Boyer         |        |
| 2014 | Into the Woods                          | Rapunzel's Prince       |        |
| 2015 | I Smile Back                            | Zach                    |        |
| 2015 | The Meddler                             | Ben                     |        |
| 2015 | Bridge of Spies                         | Doug Forrester          |        |
| 2015 | The Great Gilly Hopkins                 | Ellis                   |        |
| 2015 | The Big Short                           | Mortgage broker         |        |
| 2016 | Birth of the Dragon                     | Steve McKee             |        |
| 2017 | Ingrid Goes West                        | Nicky Sloane            |        |
| 2018 | Game Night                              | Ryan Huddle             | [ 16 ] |
| 2018 | The Oath                                | Agent James Mason       | [ 17 ] |
| 2019 | Velvet Buzzsaw                          | Bryson                  | [ 18 ] |
| 2019 | Aladdin                                 | Prince Anders           |        |
| 2021 | The Survivor                            | Dietrich Schneider      |        |
| 2021 | The Many Saints of Newark               | Paulie Gualtieri        | [ 19 ] |
| 2021 | No Time to Die                          | Logan Ash               |        |
| 2022 | Family Squares                          | Robert                  | [ 20 ] |
| 2023 | Coup!                                   | Jay "J.C." Horton       |        |
| 2023 | Spy Kids: Armageddon                    | Ray "The King" Kingston | [ 21 ] |
| 2024 | Lift                                    | Magnus                  | [ 22 ] |
| 2024 | Road House                              | Ben Brandt              | [ 23 ] |
| 2024 | Reunion                                 | Evan West               |        |
| 2025 | Lilo & Stitch                           | Pleakley                |        |
| 2025 | A Big Bold Beautiful Journey            | TBA                     |        |
| TBA  | Hot Ted                                 | Ted                     |        |

### Televisão
| Ano       | Titulo                                            | Papel                                | Notas                                    |
| --------- | ------------------------------------------------- | ------------------------------------ | ---------------------------------------- |
| 2008–2010 | As the World Turns                                | Casey Hughes                         | Contratado                               |
| 2008      | Law & Order                                       | Cody Larson                          | Episódio: "Sweetie"                      |
| 2009      | The Unusuals                                      | Bo Keebler                           | Episódio: "The Dentist"                  |
| 2009      | The Beautiful Life: TBL                           | Alex Marinelli                       | 3 episodes                               |
| 2010      | NCIS: Los Angeles                                 | Cpl Allen Reed                       | Episódio: "Borderline"                   |
| 2011      | The Lost Valentine                                | Neil Thomas                          | Filme para TV                            |
| 2011      | In Plain Sight                                    | Jonathan Collins / Yonni Peterschwim | Episódio: "Something A-mish"             |
| 2011      | Law & Order: Criminal Intent                      | Marc Landry                          | Episódio: "Icarus"                       |
| 2012      | Blue Bloods                                       | Rand Hilbert                         | Episódio: "Collateral Damage"            |
| 2012      | CSI: Crime Scene Investigation                    | Det. Michael Crenshaw                | 2 episodes                               |
| 2012      | Boardwalk Empire                                  | Roger McAllister                     | 2 episodes                               |
| 2013      | Your Pretty Face Is Going to Hell                 | Spencer                              | Episódio: "Schmickler83!"                |
| 2014      | It Could Be Worse                                 | Competition                          | Episódio: "Uncharted Territory"          |
| 2014      | The Leftovers                                     | Marcus                               | Episódio: "Guest"                        |
| 2014      | The Divide                                        | Eric Zale                            | 4 episodes                               |
| 2015      | The Good Wife                                     | Chris Fife                           | Episódio: "Open Source"                  |
| 2016      | The People v. O. J. Simpson: American Crime Story | Kato Kaelin                          | 3 episodes                               |
| 2017      | Unbreakable Kimmy Schmidt                         | Russ Snyder                          | 2 episodes                               |
| 2017      | Friends from College                              | Sean                                 | Episódio: "All-Nighter"                  |
| 2017      | Get Shorty                                        | Nathan Hill                          | Papel recorrente                         |
| 2017      | Black Mirror                                      | Karl Valdack                         | Episódio: "USS Callister"                |
| 2018–2020 | The Bold Type                                     | Billy Jeffries                       | 2 episodes                               |
| 2018      | Maniac                                            | Jed Milgrim / Grimsson               | Miniseries, 7 episodes                   |
| 2018–2019 | Tell Me a Story                                   | Joshua / Nick Sullivan               | Papel principal                          |
| 2021–2022 | Made for Love                                     | Byron Gogol                          | Papel principal                          |
| 2022      | Woke                                              | Denny "Dee Dee" Davis                | Episódio: "Black Exceptionalism"         |
| 2022      | The Offer                                         | Robert Redford                       | Episódio: "A Seat at the Table"          |
| 2024      | The Franchise                                     | Adam Randolph                        | Papel principal                          |
| 2025      | Black Mirror                                      | Karl Valdack                         | Episódio: "USS Callister: Into Infinity" |

| Ano  | Título                              | Papel  | Notas             |
| ---- | ----------------------------------- | ------ | ----------------- |
| 2007 | The Ritz                            | Patron | Também substituto |
| 2013 | Vanya and Sonia and Masha and Spike | Spike  |                   |
| 2014 | Sexo com estranhos                  | Ethan  |                   |
| 2024 | Shit. Meet. Fan.                    | Frank  |                   |